# Frauenberg, Bruck an der Mur
Frauenberg là một đô thị thuộc huyện Bruck an der Mur thuộc bang Steiermark, nước Áo. Đô thị Frauenberg, Bruck an der Mur có diện tích 20,62 km², dân số thời điểm cuối năm 2012 là 158 người.